# Jens Benzon
Jens Benzon (1. juni 1767 i Odense – 24. december 1839 i Odense) var en dansk amtmand.
Han var en søn af oberstløjtnant Christian Benzon (død 1801), studerede ved Sorø Akademi fra 1784-88, blev 1790 auskultant i Generaltoldkammeret, 1791 kammerjunker, 1794 vicelandsdommer ved Fynbo Landsting, 1800 assessor (dommer) i Højesteret, 1801 amtmand over Randers Amt, entledigedes efter eget ønske på grund af øjensvaghed 1805, tog derefter ophold i Odense, hvor han bl.a. virkede for oprettelsen af en sparekasse (Fyens Stifts Sparekasse), ligesom han allerede tidligere havde arbejdet for fængselsvæsenets bedre indretning på Fyn, blev 1826 kammerherre, var medlem af den forsamling af oplyste mænd, der 1832 blev sammenkaldt til at drøfte forskellige, provinsialstænderne vedrørende forhold, oprettede 1836 det Benzonske Familielegat og døde i Odense 24. december 1839.
Han har skrevet forskjellige mindre afhandlinger. 1797 blev han gift med Antoinette
Margrethe Gersdorff (24. april 1773 – 31. maj 1834), en datter af gehejmeråd, stiftamtmand Poul Rosenørn Gersdorff til Vosnæsgård (1745-1810) og Georgine Vilhelmine f. Pogrell (1746-1775).